# Luis Sepúlveda
Luis Sepúlveda (n. 4 octombrie 1949, Ovalle, Regiunea Coquimbo, Chile – d. 16 aprilie 2020, Ciudad de Oviedo⁠(d), Spania) a fost un scriitor, regizor, jurnalist și om politic chilian.